# Nederlandse kampioenschappen schaatsen afstanden 1998 - 500 meter vrouwen
De 500 meter vrouwen op de Nederlandse kampioenschappen schaatsen afstanden 1998 werd in december 1997 in ijsstadion Thialf te Heerenveen over twee ritten verreden, waarbij de 16 deelneemsters ieder een keer in de binnenbaan en een keer in de buitenbaan startten.
Titelverdedigster was Judith Straathof die de titel pakte tijdens de NK afstanden 1997. 

## Uitslag
| #      | Schaatsster           | 1e      | pos | 2e      | pos | Punten |
| ------ | --------------------- | ------- | --- | ------- | --- | ------ |
| Goud   | Andrea Nuyt           | 0.39,88 | 1   | 0.40,21 | 16  | 80,090 |
| Zilver | Marianne Timmer       | 0.40,27 | 2   | 0.39,89 | 1   | 80,160 |
| Brons  | Sandra Zwolle         | 0.40,37 | 3   | 0.40,40 | 2   | 80,770 |
| 4      | Frouke Oonk           | 0.40,83 | 4   | 0.40,38 | 3   | 81,210 |
| 5      | Marieke Wijsman       | 0.41,34 | 5   | 0.41,28 | 4   | 82,620 |
| 6      | Wieteke Cramer        | 0.41,51 | 6   | 0.41,86 | 5   | 83,370 |
| 7      | Yvonne Leever         | 0.41,84 | 7   | 0.41,69 | 6   | 83,530 |
| 8      | Dianne Kootstra       | 0.41,90 | 8   | 0.42,16 | 7   | 84,060 |
| 9      | Léontine van Meggelen | 0.42,14 | 9   | 0.41,96 | 8   | 84,100 |
| 10     | Anja Bollaart         | 0.42,34 | 12  | 0.42,29 | 9   | 84,630 |
| 11     | Elke Zijlstra         | 0.42,29 | 10  | 0.42,38 | 10  | 84,670 |
| 12     | Tijn Ponjee           | 0.42,33 | 11  | 0.42,44 | 11  | 84,770 |
| 13     | Arina Schingenga      | 0.42,52 | 13  | 0.42,44 | 12  | 84,960 |
| 14     | Judith Straathof      | 0.42,78 | 15  | 0.42,32 | 13  | 85,100 |
| 15     | Pauline Bakker        | 0.42,71 | 14  | 0.42,87 | 14  | 85,580 |
| 16     | Kaśka Rogulska        | 0.42,78 | 16  | 0.43,60 | 15  | 86,380 |

Uitslag op
1987 · 
1988 · 
1989 · 
1990 · 
1991 · 
1992 · 
1993 · 
1994 · 
1995 · 
1996 · 
1997 · 
1998 · 
1999 · 
2000 · 
2001 · 
2002 · 
2003 · 
2004 · 
2005 · 
2006 · 
2007 · 
2008 · 
2009 · 
2010 · 
2011 · 
2012 · 
2013 · 
2014 · 
2015 · 
2016 · 
2017 · 
2018 · 
2019 · 
2020 · 
2021 · 
2022 · 
2023 · 
2024 · 
2025